# Pitardella poilanei
Pitardella poilanei är en måreväxtart som beskrevs av Deva D. Tirvengadum. Pitardella poilanei ingår i släktet Pitardella och familjen måreväxter. Inga underarter finns listade i Catalogue of Life.